# Dryxo ornata
Dryxo ornata är en tvåvingeart som först beskrevs av Macquart 1843.  Dryxo ornata ingår i släktet Dryxo och familjen vattenflugor. Inga underarter finns listade i Catalogue of Life.